# Limon (Lot-et-Garonne)
Pour les articles homonymes, voir Limon.
Limon est une ancienne commune de Lot-et-Garonne. En 1841, elle est rattachée à la commune de Feugarolles.

## Population et société

### Démographie
| 1800 | 1806 | 1821 | 1831 | 1836 |
| ---- | ---- | ---- | ---- | ---- |
| 319  | 318  | 304  | 349  | 333  |